# Guy Burt
Guy Burt (* 14. Juli 1972) ist ein englischer Schriftsteller und Drehbuchautor.

## Leben und Karriere
Burt gewann mit zwölf Jahren den W. H. Smith Young Writers Award und schrieb nach seinem Schulabschluss mit 18 Jahren seine erste Novelle. Rückblickend beschreibt er das Schreiben in seiner Jugend als eine Möglichkeit, selbst wenn die Dinge in der realen Welt nicht gut liefen, in eine imaginäre Landschaft einzutauchen, die unter seiner Kontrolle war:
„Even if things weren’t going well in the real world, I could immerse myself in an imaginary fictional landscape that was under my control.“
 Sein Englischlehrer Ian Blake brachte ihn in Kontakt mit einer Literatur-Agentin. Noch während er an der University of Oxford war schrieb er sein erstes Drehbuch. Er studierte in Oxford Englische Literatur und arbeitete anschließend fünf Jahre als Lehrer, bevor er sich nach der Verfilmung seines ersten Werkes vollkommen dem Schreiben widmete. Außerdem lehrte er drei Jahre in Eton.
1993 erschien sein erster Roman After the hole, mit dem er 1994 den Betty Trask Award der britischen Schriftstellergewerkschaft Society of Authors gewann. Sein Debütroman wurde 2001 unter dem Titel The Hole verfilmt. Es folgten 1994 mit Das Haus der Lügen (Sophie) und 1999 mit Das Geheimnis der Zeit (The Dandelion Clock) zwei weitere Romane.
Er arbeitet als Drehbuchautor und Produzent für das Fernsehen. 2012 und 2013 schrieb er fünf Folgen von Die Borgias. 2015 wurde Burt mit dem British Academy Children's Awards als bester Autor für die Drama-Miniserie Harriet's Army ausgezeichnet. 2016 war er an der Fantasy-Serie Beowulf beteiligt und 2018 produzierte er für Netflix die britisch-kanadische Serie The Bletchley Circle: San Francisco. 2019 schrieb er für die italienisch-britische Fernsehserie Die Medici.
Seit 2020 ist er Showrunner, ausführender Produzent und Drehbuchautor der britischen Fernsehserie Alex Rider. Die Serie basiert auf der von Schriftsteller Anthony Horowitz veröffentlichten Spionageroman-Reihe Alex Rider.
Burt lebt in Oxford, ist mit der Philosophie Dozentin Chon Tejedor verheiratet und hat zwei Kinder.

## Veröffentlichungen
- 1993: Nur für drei Tage. ISBN 978-3-453-19780-0 (After the hole).
- 1994: Das Haus der Lügen. ISBN 978-3-453-43010-5 (Sophie).
- 1999: Das Geheimnis der Zeit. ISBN 978-3-453-43087-7 (The Dandelion Clock).